# Richard Gibbs
Richard „Ribbs“ Gibbs (* 5. prosince 1955 Bay Village, Ohio) je americký skladatel filmové hudby a hudební producent. V sedmdesátých letech se usadil v Kalifornii, kde žije dodnes se svou ženou Lindou, s níž má tři děti – Keegana, Riley a Katelin. Mládí prožil v Ohiu a na Floridě.

## Kariéra
V letech 1980 až 1984 působil na postu klávesisty ve skupině Oingo Boingo. Objevil se jako hudebník na více než 150 albech tvůrců, například Arety Franklinové či Toma Waitse. Spolupracoval na vystoupeních mimo jiné i s kapelou Korn, The Staple Singers i zpěvačkou Chakou Chan. Podobně jako jeho kolegové Danny Elfman a Steve Bartek ze skupiny Oingo Boingo, se pustil do nahrávání filmové hudby. Do dnešního dne má na kontě přes sedmdesát soundtracků k filmům i seriálům.

## Vybrané soundtracky
- Simpsonovi – seriál (1989)
- Dr. Dolittle (1998)
- Deset důvodů, proč tě nenávidím (1999)
- 28 dní (2000)
- Zápisník hvězdné oblohy (2001)
- Královna prokletých (2002)
- Jsem agent (2002)
- Battlestar Galactica (pilot) (2003)
- Honeymooners (2005)